# 天津市南开中学校友列表
天津市南开中学校友指曾在天津南开中学肄业、毕业之学生，退职或现任之董事及教职员。

## 校友会
1919年12月，校友周恩来主持建立了“南开出校学生通讯处”并任办事人，是南开第一位校友工作者。1925年，校长张伯苓提出组织“出校同学会”以联络毕业同学。1929年10月，南开校友总会正式成立。天津市南开中学是南开校友总会成员之一。

## 政界
南开中学的在政界的校友遍及海峡两岸。

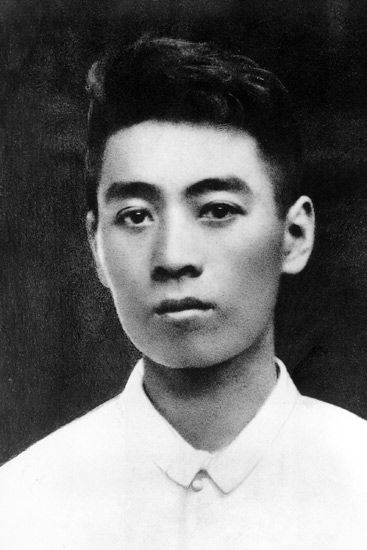
1917届校友、中华人民共和国首任总理周恩来

- 凌冰，1912-1913年就讀[4]，曾任中华民国驻古巴公使、国民政府外交部参事。
- 周恩来，1917届校友[5]，中华人民共和国国务院首任总理，中国人民政治协商会议全国委员会前主席。
- 马骏，1915年入读，革命烈士。
- 张道藩，1916年9月插班考入南开中学，1919年肄业，中华民国立法院院长。
- 张厉生，1917年考入天津南开中学，肄业，中华民国行政院副院长、外交官。
- 吳國桢，1919届校友，前中華民國漢口市長，重慶市長，外交部次長，上海市長，台湾省主席。
- 于毅夫，1920届校友，黑龙江省人民政府首任主席。
- 屈武，1922届校友，中国国民党革命委员会前主席、中国人民政治协商会议全国委员会前副主席。
- 唐明照，1930届校友，原名唐锡朝，前联合国副秘书长。
- 林枫，1930届校友，中华人民共和国全国人民代表大会常务委员会前副委员长，中国共产党中央党校首任校长。
- 叶笃义，1930届校友，社会活动家，中国民主同盟中央委员会副主席、名誉副主席。
- 黄敬，1932年入读，中华人民共和国首任天津市市长，曾任第一机械工业部部长、国家技术委员会主任[6]:205。
- 卢乐山，1934届校友，幼教专家、前中华全国妇女联合会副主席。
- 万国权，1938届校友，前中国民主建国会副主席，前中国人民政治协商会议全国委员会副主席。
- 孙孚凌，1938届校友，前北京市副市长，前中国人民政治协商会议全国委员会副主席。
- 赵启正，1958届校友，前中国人民政治协商会议全国委员会常务委员外事委员会主任，上海市浦东新区管理委员会首任主任。

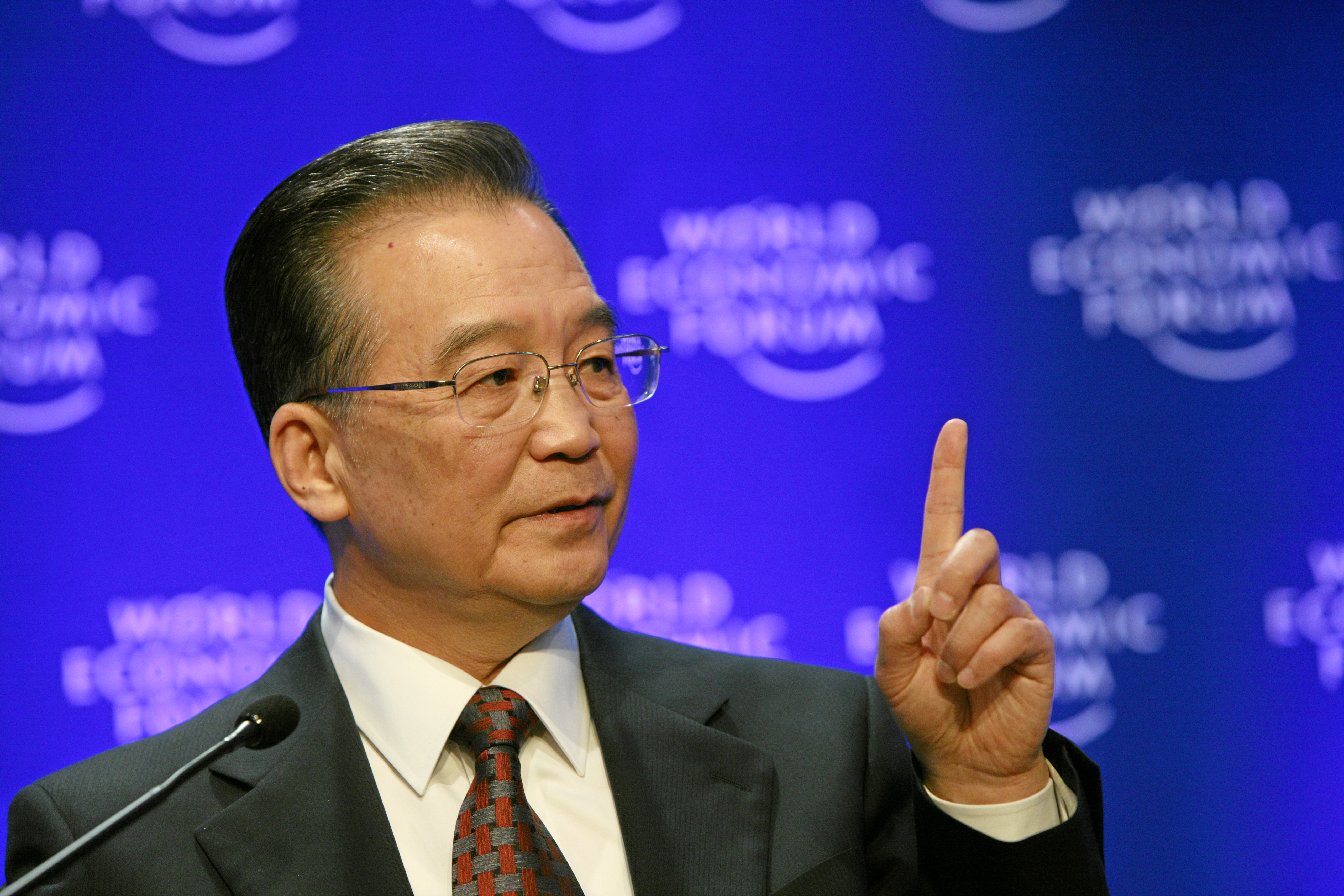
1960届校友、总理温家宝

- 温家宝，1960届校友，中华人民共和国国务院前总理。

## 学术界

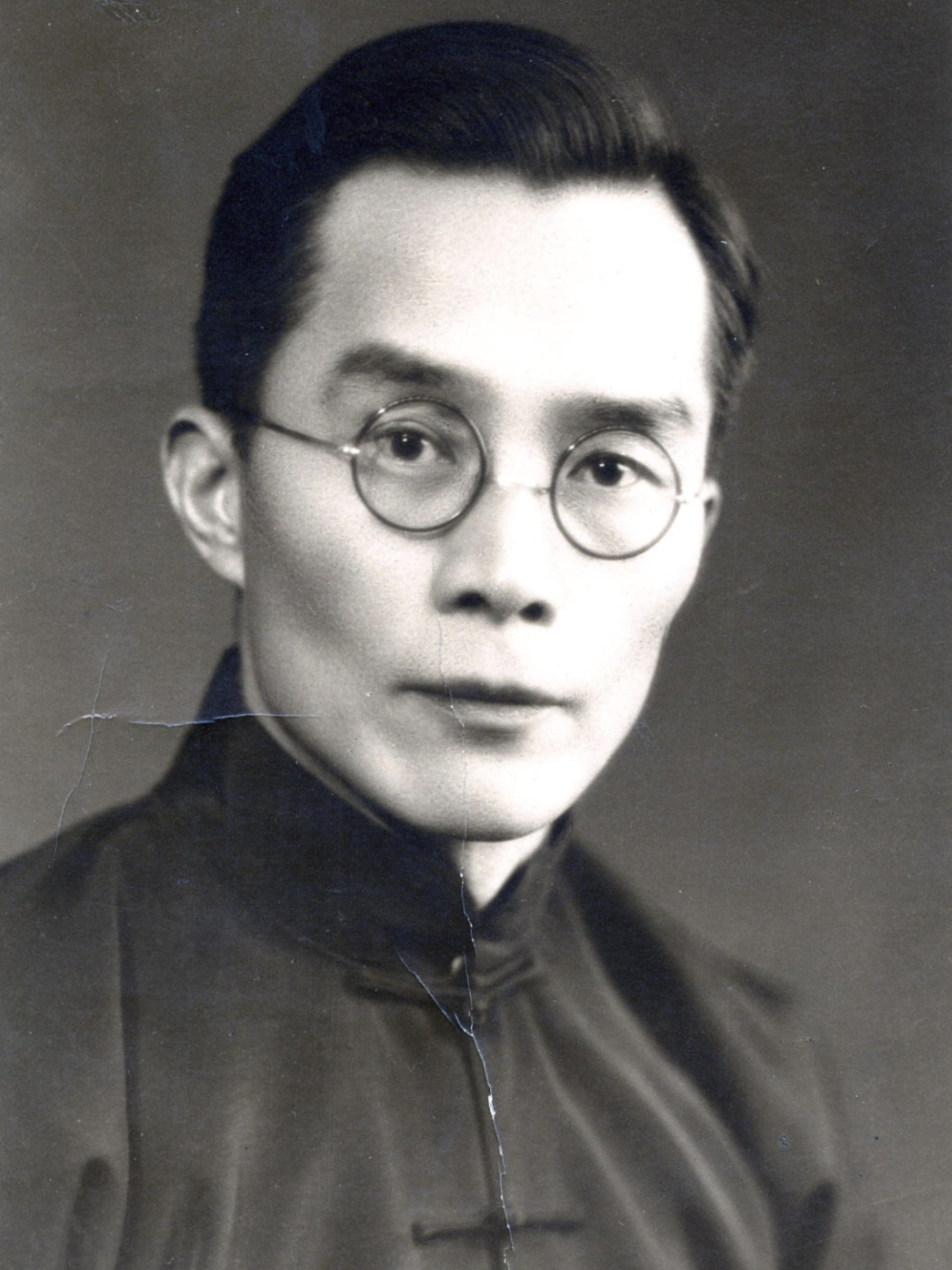
1908届校友，清华大学校长梅贻琦

- 陶孟和，1906年毕业于私立第一中学堂。社会学家，前中国科学院副院长、中国科学院图书馆创始人。
- 梅贻琦，1908届校友，曾任中华民国教育部部长、中央研究院院士和国立清华大学校长。
- 金邦正：1908届校友[7]，曾任清华学校校长，教育家、林业学者。
- 杨石先，1910届校友，有机化学专家、中国科学院院士，曾任南开大学校长。
- 袁复礼，1912届校友，地质学家、地质教育家、中国地貌学先驱、中国地质学会创始人之一。
- 冯文潜，1917届校友[8]，哲学教育家，曾任南開大學文學院院長、天津历史博物馆馆长。
- 叶公超，1917年至1920年就读。外交家，新月派代表人物之一。
- 江泽涵，1922届校友，北京大学数学系教授，中国科学院院士。
- 黄家驷，1924届校友，医学家、教育家、世界胸外科奠基人之一[9]。
- 吴大猷，1925届校友，前台湾中央研究院院长。
- 吴大任，1926届校友，数学家、中国数学会副理事长，曾任南开大学副校长。
- 钱思亮，1927届校友，前台湾中央研究院院长，台湾大学校长。
- 张为申，1927届校友，中国抗生素之父[來源請求]。
- 张文佑，1930届校友，曾任中国科学院地质研究所所长。
- 罗沛霖，1931届校友，中国科学院院士、中国工程院院士，电子学与信息学家，电气电子工程师学会终身会士[10]。
- 陈新民，1931届校友，冶金工程物理化学专家、中国科学院院士[11]。
- 吴阶平，1932届校友，医学家、社会活动家，曾任九三学社中央副主席，第八届、第九届全国人民代表大会常务委员会副委员长，中国科学院院士、中国工程院院士、中国医学科学院名誉院长[12]:209[13]。
- 叶笃正，1935届校友，气象学家，前中国科学院副院长、中国气象学会理事长。
- 申泮文，1935届校友，无机化学专家、中国科学院院士。
- 卞学鐄，1936届校友，航空航天学专家。
- 涂光炽，1937届校友，矿床学及地球化学家、中国科学院学部委员。
- 刘东生，1937届校友，环境地质学家，中国科学院院士，国家最高科学技术奖获得者。
- 翁心植，1937届校友，内科学专家，中国工程院院士，中国控烟之父[14]。
- 张滂，1937届校友，有机化学家，中国科学院院士，中国民主同盟盟员，曾任中国化学会常务理事[15]。
- 梁思礼，1935-1937年就读[註 1][16]，导弹控制专家，中国科学院院士、国际宇航科学院院士，中国航天事业奠基人之一。
- 陆孝颐，1936-1937年就读[註 2]，水利专家。
- 刘宝珺，1950届校友[17]，地质学家，中国科学院院士，曾任国土资源部成都地质矿产研究所所长、四川科协主席。
- 孙大中，1951届校友，中国科学院院士，曾任中国科学院地球化学研究所副所长[18]。
- 王绍武，1951届校友，气候学家，北京大学教授[19]。
- 王大中，1953届校友，中国核反应堆工程与核安全专家，中国科学院院士，清华大学前校长。
- 刘树成，1962届校友，经济学家，中国社会科学院经济学部副主任、经济研究所原所长。
- 龙以明，1968届校友，数学家。
- 刘小乐，1992届校友，生物学家。
- 王亚愚，1993届校友，清华大学物理系教授，曾任清华大学物理系主任[12]:547[20]。

## 文化界

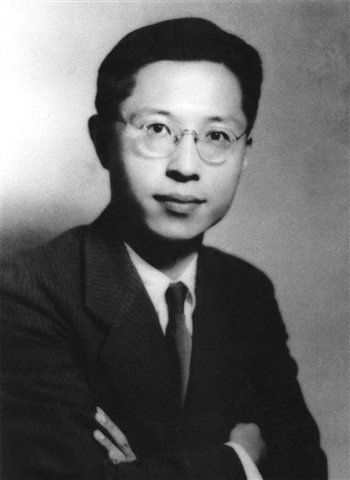
1928届校友、剧作家曹禺

- 刘奎龄，1905届校友，国画大师[來源請求]。
- 张彭春，1908届校友，教育家、戏剧家、外交家。
- 吴玉如，1910年代校友，国学大师、书法大师。
- 黄钰生，1915届校友，天津市政协副主席，曾任南开大学秘书长、天津市教育局长、天津图书馆馆长。
- 章靳以，1927届校友，作家。
- 曹禺，1928届校友、剧作家。
- 金焰，1920年代校友，中国1930年代的“电影皇帝”。
- 张肖虎，1931届校友，作曲家，中国音乐学院作曲系前主任、副院长。
- 郑念，1933届校友，原名姚念媛。《上海生死劫》作者
- 端木蕻良，1933届校友，红学家。
- 韦君宜，1934届校友，作家、编辑，曾任《中国青年》总编辑、《人民文学》副主编、人民文学出版社社长等职。
- 查良铮，1935届校友，笔名穆旦，诗人、作家。
- 吳訥孫：1936届校友，作家、《未央歌》作者[21][22]:51。
- 周汝昌，1935-1937年就读[註 3]，红学家。
- 黄宗江，1933-1937年就读[24]，电影剧作家、表演艺术家、京剧艺术家。
- 沈湘，1933-1937年就读[註 4]，中央音乐学院声乐系前主任，声乐大师。
- 容鼎昌，1930年代校友，中国当代散文家、记者。
- 资华筠，1950届校友，曾任中央舞蹈研究所所长，中国舞蹈家协会副主席[25]。

## 教工

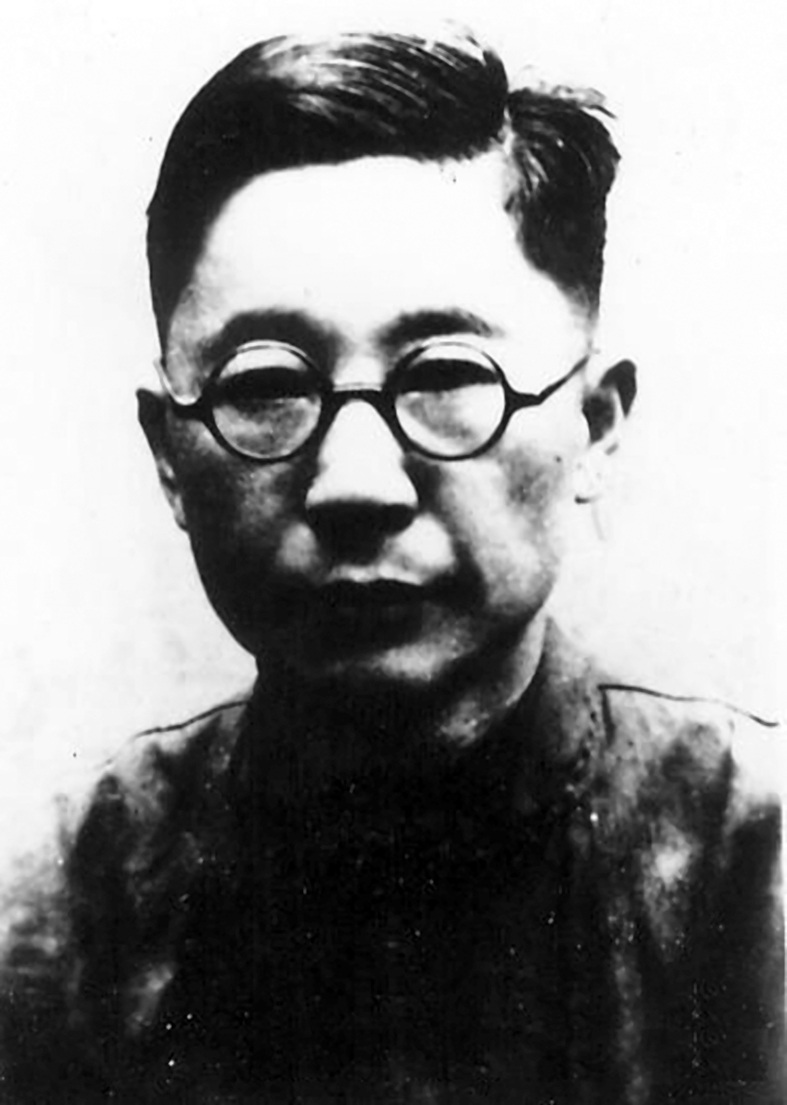
国文教员老舍

- 马千里，1910年代教员，教育家、社会活动家。
- 张彭春，1916年至1918年任南开学校专门部主任兼代理校长。联合国经济社会理事会中国代表。联合国人权委员会副主席，参与起草《世界人权宣言》。
- 董守义，1920年代末体育老师，篮球教练，曾任中华全国体育总会副主席。
- 范文澜，1920年代文史教员，马克思主义历史学家、中国社会科学院学部委员。
- 姜立夫，1920年代算学教师，中国现代数学先躯，数学教育家、中央研究院数学所所长、院士。
- 罗常培，1920年代国文教员，原名罗莘田，语言学家、中国社会科学院学部委员[26]。
- 熊十力，1920年代国文教员，哲学家，后任教于北京大学、浙江大学。
- 老舍，1920年代国文教师，原名舒庆春，被国家授予“人民艺术家”称号。
- 王昆仑，1920年代国文教员，前中国国民党革命委员会主席、前中国人民政治协商会议全国委员会副主席。
- 何其芳，1930年代国文教员，诗人、散文家、文学研究家，曾任中国文学艺术界联合会党组书记、中国社会科学院文学研究所所长、学部委员。
- 李尧林，1930-1937年在校任英文教员[27]。
- 励小捷，1970年代教师，国家文物局党组书记、局长。

## 其他
- 张致祥，1924年入天津南开中学，曾任中共中央对外联络部副部长。
- 何炳棣，1932年因学潮被开除，旅美华裔史学家。
- 刘进中，1918年入读，1922年被开除，曾任外交学会副秘书长。

## 备注
1. ↑  因南开学校被日军炸毁占领，后转入天津耀华中学
2. ↑  因南开学校被日军炸毁占领，后转入天津耀华中学
3. ↑  因南开学校被日军炸毁占领，后转入工商学院附中[23]
4. ↑  因南开学校被日军炸毁占领，后转入工商学院附中